# Супербус (компания)
Супербус (ивр. סופרבוס‎) — израильская автобусная компания, предоставляющая междугородние и городские перевозки в Афулу, Тверию, Йокнеам и Иерусалим.

## Состояние компании
Компанией Супербус в равной степени владеют такие компании, как The Limited и Auto Iris Travellers Yeruham Limited. Компания владеет 2000 автобусами и насчитывает около 2500 сотрудников в трех филиалах — в Афуле, Йокнеаме и Иерусалиме.
Компания Супербус владеет тремя автостоянками — двумя гаражами и офисами обслуживания на Центральном автовокзале Тель-Авива в Тель-Авиве, одним в Афуле и одним на Центральном автовокзале Иерусалима. Компания также организует специальные поездки в Иерусалим, где работают около 20 водителей, которые управляют 16 микроавтобусами и 4 полноразмерными автобусами.
Кроме того, компания Супербус также управляет специализированными линиями для перевозки студентов.

## История
Компания Супербус была основана в 2000 году для участия в аукционах по приватизации общественного транспорта в Израиле, целью которых было снизить цены и разрушить монополию автобусного кооператива Эгед и автобусной компании Дан.
В 2001 году компания Супербус выиграла тендер на эксплуатацию транспортных кластеров Рамла-Лод и Матитьяху, заменив Эгед 6 мая 2002 года.

## Платежи по смарт-картам
Все автобусы Супербус принимают к оплате смарт-карту Рав-кав, которая используется во всем остальном общественном транспорте Израиля, начиная с линий Бейт-Шемеш и Иерусалимский коридор с 2008 года и Рамла-Лод-Матитьяху с 2011 года.

## Тендерные предложения по контрактам
В 2007 году было опубликовано сообщение о том, что Супербус выиграл тендер на управление общественным транспортом в Бет-Шемеше и Иерусалимском коридоре, несмотря на низкое качество обслуживания и большое количество жалоб, поданных пассажирами на компанию.
Компании Veolia и Illit подали иск, после чего было принято окончательное решение в пользу Супербус.Компания начала эксплуатировать эти линии в январе 2009 года.
В начале 2009 года компания Супербус начала эксплуатацию линий в Бейт-Шемеше и Иерусалимском коридоре.
С лета 2011 года компания Супербус начала эксплуатировать ночную линию.
В 2013 году Супербус проиграла тендер на Рамла-Лод-Матитьяху конкурирующей автобусной компании Кавим, а в 2017 году — тендер на Бейт-Шемеш.
В 2019 году Супербус проиграл тендер на строительство иерусалимского коридора компании Афиким, который вступит в силу 1 ноября.
В марте 2014 года Супербус выиграл тендер на строительство кластера «Долины», в который входят города Афула, Мигдаль-ха-Эмек, Бейт-Шеан, Йокнеам-Илит, Кирьят-Тивон, Далият-эль-Кармель-Исфия и Тверия.
Супербус начал работать сначала в районе Йокнеама в декабре 2014 года, затем в Афуле в марте 2015 года и в Тверии в июле 2015 года.
Супербус начал курсировать по маршруту Metronit в Хайфе 15 октября 2021 года.